# Grand Union Canal

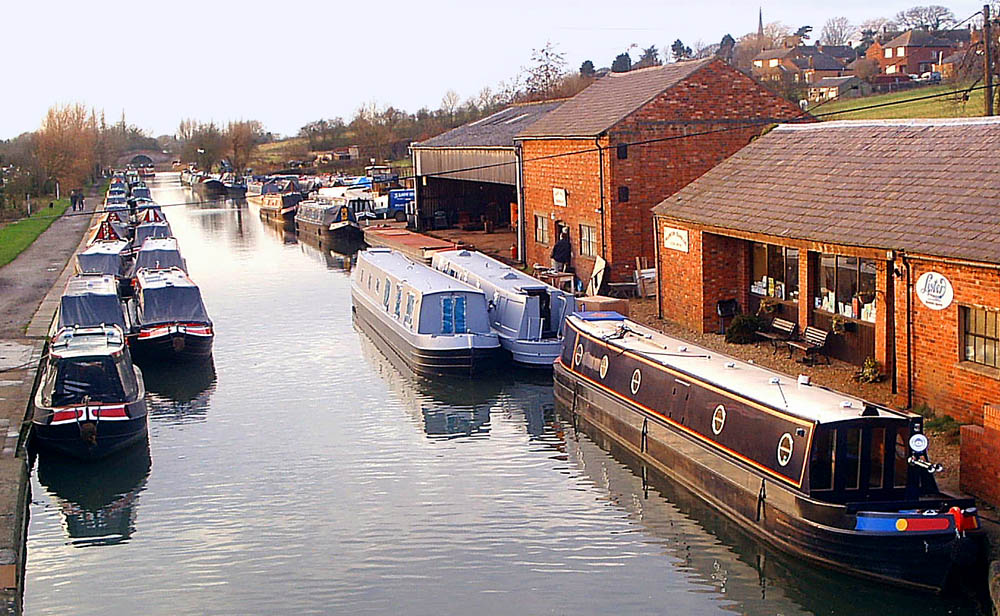
Het kanaal nabij Braunston

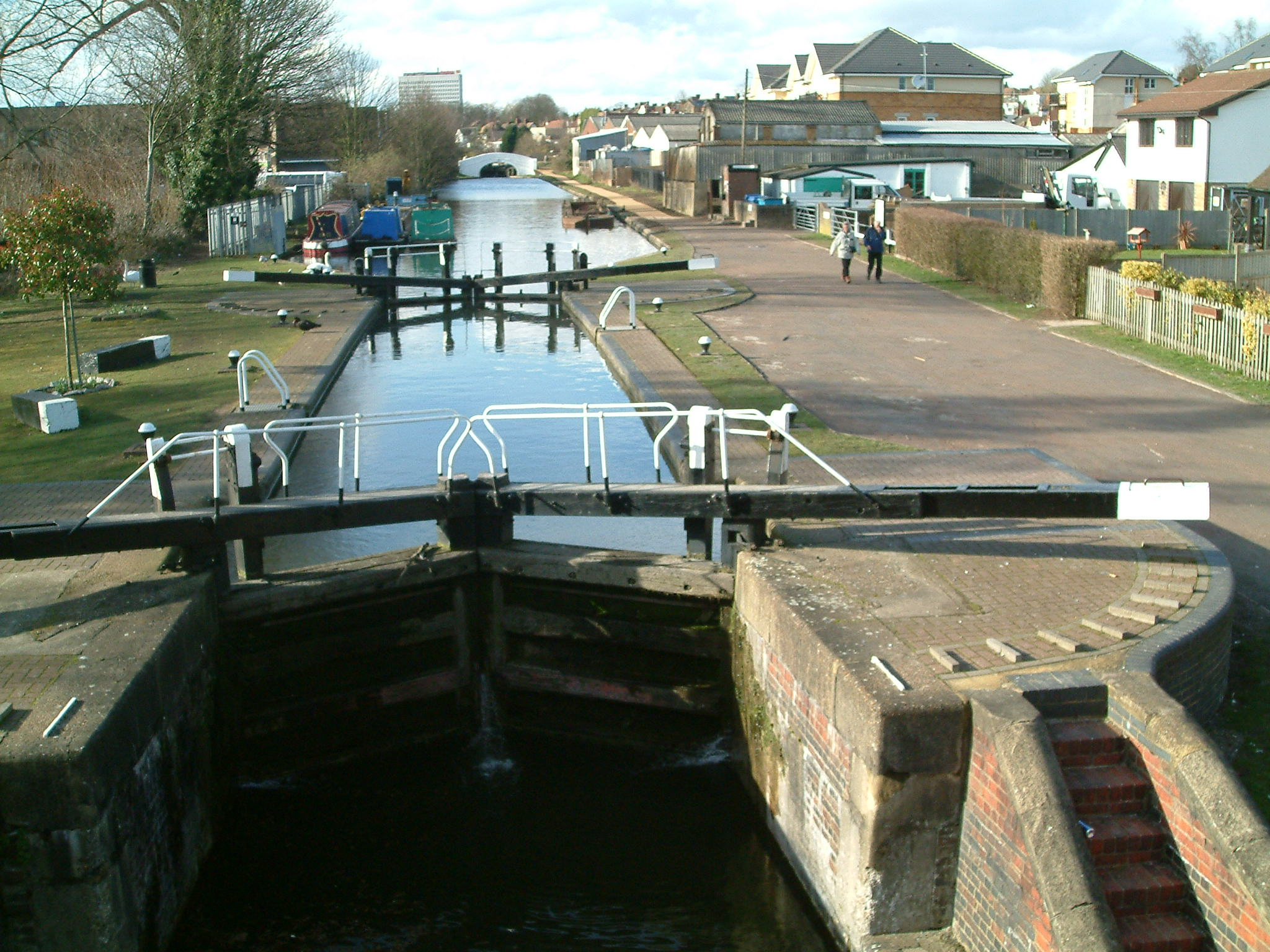
Sluis bij Apsley

Het Grand Union Canal ligt in Engeland (Verenigd Koninkrijk). Het hoofdgedeelte verbindt de twee grootste steden van Engeland, Londen en Birmingham, en is 217 km lang. Het heeft afsplitsingen naar andere steden, waaronder Leicester, Aylesbury, en Northampton.
Het kanaal werd gegraven eind de 18de eeuw, als alternatief voor de route via het Oxford Canal en de Theems tussen London en Birmingham voor het transport van goederen en grondstoffen. Tegenwoordig wordt het kanaal wordt voornamelijk gebruikt voor de pleziervaart.
Op het Grand Union Canal zijn er verschillende scheepvaarttunnels: de Blisworth Tunnel, de Braunston Tunnel en de Shrewley Tunnel.